# Puma (langue)
Pour les articles homonymes, voir Puma (homonymie).
Le puma est une langue tibéto-birmane parlée au Népal.

## Répartition géographique
Le puma est parlé dans le district de Khotang, rattaché à la zone de Sagarmatha.

## Classification interne
Le puma est une des langues kiranti, un sous-groupe des langues himalayennes de la famille tibéto-birmane. 

## Sources
- (en) Narayan Sharma, 2012, Linguistic fieldwork revisited on Puma, Nepalese Linguistics 27, p. 199-205.